# Bonatea lamprophylla
Bonatea lamprophylla là một loài thực vật có hoa trong họ Lan. Loài này được J.Stewart mô tả khoa học đầu tiên năm 1978.